# Dobai András
Dobai András (16. század) reformátor, költő.

## Élete
Az első reformátorok egyike s 1540-ben Perényi Péter udvari papja Sárospatakon, 1542-ben Révai Ferenc fiainak nevelője volt s azután a bártfai templomban prédikált.

## Munkái
Egyetlen költeménye: Az utolsó ítéletről, Bornemisza Péter Énekes könyvében maradt fenn, melyet Szilády Áron a Régi M. Költők Tárában (II. 141–150.) jegyzetekkel közzétett.